# روباه گوش‌خفاشی
روباه گوش‌خفاشی (نام علمی: Otocyon megalotis) نام یک گونه از زیرخانواده سگیان است.